# ناحیه کدار کریک، شهرستان موسکگون، میشیگان
ناحیه کدار کریک (به انگلیسی: Cedar Creek Township) یک منطقهٔ مسکونی در ایالات متحده آمریکا است که در شهرستان موسکگون، میشیگان واقع شده‌است.
 ناحیه کدار کریک ۹۳٫۸ کیلومتر مربع مساحت و ۳٬۱۸۶ نفر جمعیت دارد و ۲۰۵ متر بالاتر از سطح دریا واقع شده‌است.